# Florent Couao-Zotti
 (novembre 2024).
Si vous disposez d'ouvrages ou d'articles de référence ou si vous connaissez des sites web de qualité traitant du thème abordé ici, merci de compléter l'article en donnant les références utiles à sa vérifiabilité et en les liant à la section « Notes et références ».
Florent Couao-Zotti est un écrivain béninois, auteur de romans, nouvelles, pièces de théâtre et de bandes dessinées, né à Pobé (Bénin) le 18 juin 1964. Il vit et travaille à Cotonou.

## Biographie
À sa naissance en 1964, sa mère travaille en tant que sage-femme à l'hôpital de Pobé et son père en tant que fonctionnaire à l'Organisation commune Bénin-Niger (OCBN), une société de chemin de fer. Pobé, royaume de l'enfance, restera à jamais gravé dans sa mémoire puisqu'il y vit, le nez enfoui dans le pagne de Pauline, sa mère, la tête inondée par les éclats du soleil.
En 1973, sa mère meurt d'un cancer à l'hôpital de Porto-Novo. Florent Couao-Zotti vit deux ans chez sa grande sœur à Parakou, puis rejoint son père à Cotonou, dans la maison familiale. Il y retrouve une fratrie de dix enfants. Deux de ses frères, qui font la série littéraire Edgard et Ludovic avec un ami du quartier, parlent beaucoup des grands auteurs français, anglais et américains. La littérature policière, dont la Saga SAS de Gérard de Villiers, qui constitue, à ce moment-là, la lecture privilégiée de beaucoup de jeunes, occupe aussi leurs discussions. Gilles, leur père et ancien instituteur, aime aussi la littérature: à la retraite depuis une quinzaine d'années, assis sur une chaise devant la maison, il suit avec attention leurs débats et y fait souvent incursion en y ajoutant son grain de sel ou en les défiant sur la connaissance des auteurs français. Pour lui, l'utilisation des mots savants témoigne de son amour pour cette langue qu'il s'applique à parler avec emphase.
Florent Couao-Zotti a effectué des études de lettres modernes de l'université d'Abomey-Calavi, une formation de journalisme et d'entrepreneuriat culturel.
En  octobre 1989, il part en Côte d'Ivoire, invité par un ami pour enseigner le français dans un collège d'Agnibilékrou. Arrivé à la frontière ivoiro-ghanéenne, un douanier constate qu'il a empilé plusieurs livres dans sa valise et que des feuillets, noircis par son écriture, occupent une poche de son sac. On lui demande s'il en est l'auteur, il répond par l'affirmative, mais son interlocuteur exige de lui la déclamation d'un poème avant de le laisser partir. Au bout de l'exercice, Florent Couao-Zotti peut alors passer la frontière et rejoindre la Côte d'Ivoire, mais là-bas, l'expérience tourne court. Le jeune homme rembarque pour le Bénin où se prépare activement la Conférence nationale des forces vives de la nation de février.
Justement, après ces assises populaires à l'issue desquelles la liberté de la presse est restaurée et où le «Renouveau démocratique » est proclamé, Florent Couao-Zotti occupe successivement les fonctions de rédacteur en chef de deux journaux satiriques (Le Canard du Golfe et Abito), devient chroniqueur culturel dans Tam-Tam Express (hebdomadaire indépendant ayant  paru à Cotonou entre 1988 et 1995), puis au Forum de la Semaine (hebdomadaire ayant paru à Cotonou entre 1990-1996) et au Bénin Nouveau (bi-hebdomadaire paru entre 1991-1993). Depuis 2002, il intervient dans plusieurs journaux, dont le quotidien indépendant La Nouvelle Tribune.

## Œuvres  littéraires
C'est en 1995 que sa carrière littéraire débute. Bien que publiant déjà des nouvelles dans la revue du Serpent à plumes et la Revue noire (Paris), il fit paraître Ce Soleil où j'ai toujours soif (L'Harmattan,1995), un drame dans lequel il s'interroge sur le processus démocratique en cours en Afrique noire. Dans les rues d'une ville, un diplômé sans emploi, Sèna, technicien de surface (balayeur de rue) ne rêve que d'une chose: danser au bal de la Conférence nationale avec sa fiancée, une jeune femme aussi vénale qu'innacessible, exactement comme les promesses de démocratie et de liberté qui ont arrosé le continent.
En 1996, il gagne le 1er Prix de littérature africaine pour l'enfance avec Un enfant dans la guerre (Éditions Haho, 1998), à l'occasion du concours organisé par l'Agence de la Francophonie. Ce roman sera repris plus tard sous le titre de Charly en guerre (Éditions Dapper, 2001).
Mais plus que ces deux publications, le texte qui retient l'attention de la critique et des lecteurs[réf. nécessaire], c'est Notre pain de chaque nuit (Le Serpent à Plumes, 1998).
Les publications de Florent Couao-Zotti s'enchaînent. L'auteur béninois offre, en 2000, un florilège de textes saisissants et décapants, confirmant le registre allégorique, poétique dans lequel s'inscrit son écriture avec L'Homme dit fou et la mauvaise foi des hommes (Le Serpent à plumes, 2000).
De toutes ses œuvres, une possède une résonance toute particulière : Les Fantômes du Brésil (Ubu editions, 2006). Roman d'introspection, qui accomplit un retour sur ses origines afro-brésiliennes, ce récit met en évidence les conflits qui ont longtemps jalonné les relations entre les enfants des anciens esclaves revenus du Brésil et les descendants des esclavagistes. Le romancier imagine une passion amoureuse entre deux jeunes issus des deux communautés, Anna Maria Dolorès do Mato et Pierre Kpossou Dossou. Ouidah, théâtre du roman, introduit le lecteur alors au cœur de cette culture «agouda», où l'ombre du Brésil, comme un fantôme, plane sur tout. Les amants résistent à l'hostilité des deux camps et se retrouvent, après avoir été emportés dans les profondeurs de la mer, dans un ailleurs étrange qui ressemble à une île, à moins que ça ne soit l'au-delà.
En 2018, aux Éditions Gallimard, paraît Western Tchoukoutou, roman jubilatoire sur le thème de la vengeance post-mortem. Ici, le Far West s’installe au Bénin, dans la ville montagneuse de Natingou City, où l’on suit les aventures d’un trio de crapules: un shérif corrompu, un gérant de saloon sans morale et un vacher (cowboy !) teigneux et bagarreur, que le retour d’une mystérieuse Kalamity Djane va bouleverser à bien des égards… Revenue de parmi les morts sur sa grosse bécane, Kalamity Djane a soif de vengeance et remuera ciel et terre pour zigouiller les trois malfrats ! Mais qui est cette Kalamity qui se prétend fantôme vengeresse ? En dix-huit épisodes loufoques et rock and roll, Florent Couao-Zotti s’empare du mythe américain pour en faire une aventure béninoise atypique, inventant ainsi un nouveau genre de western (qui doit son nom à la bière locale de Natingou city) : le Tchoukoutou !
Avec ses romans, recueils de nouvelles et pièces de théâtre, l'écrivain béninois a réussi à construire une œuvre littéraire originale nourrie de l'imaginaire d'une Afrique urbaine désenchantée, dont les marginaux demeurent les figures récurrentes. Depuis 2002, Florent Couao-Zotti se consacre entièrement à l'écriture qu'il décline dans différents genres littéraires et dans les arts narratifs (bande dessinée, série télévisée et films).
Les œuvres de Florent Couao-Zotti sont traduites dans cinq langues (japonais, italien, catalan, allemand, anglais), et ont reçu plusieurs récompenses, dont le prix Tchicaya U Tams'i (1996), le prix de la Francophonie de littérature pour l'enfance (1996) le prix Ahmadou-Kourouma (2010), le prix du Salon du livre d'Abbeville (2016), le prix Roland-de-Jouvenel de l'Académie française (2019).

## Œuvres
- Ce soleil où j’ai toujours soif, 1996  (ISBN 978-2738427342).
- Notre pain de chaque jour, Paris, Le Serpent à plumes, 1998  (ISBN 978-2842610425).
- L'homme dit fou et la mauvaise foi des hommes, Le Serpent à plumes, Paris, 2000  (ISBN 978-2842612047).
- Notre pain de chaque nuit, Paris, J'ai lu, 2000  (ISBN 978-2290302422).
- Charly en guerre, Dapper, 2001  (ISBN 978-2906067691).
- La Diseuse de mal-espérance, 2001  (ISBN 978-2747505789).
- La Sirène qui embrassait les étoiles, Paris, L'œil, 2003  (ISBN 978-2912415639).
- Le Collectionneur de vierges, Ndzé, 2004  (ISBN 978-2911464201).
- Le Cantique des cannibales, Paris, Le Serpent à plumes, 2004  (ISBN 978-2842614850).
- Retour de tombe, Joca Seria, 2004  (ISBN 978-2848090252).
- Les Fantômes du Brésil, UBU éditions, 2006  (ISBN 978-2351970027).
- Poulet-bicyclette et Cie, Gallimard, 2008  (ISBN 978-2070120918).
- Si la cour du mouton est sale, ce n'est pas au cochon de le dire, Le Serpent à plumes, 2010  (ISBN 978-2-268-06890-9) (prix Ahmadou-Kourouma).
- La Traque de la Musaraigne, Marseille, Jigal, 2014.
- Western tchoukoutou, Gallimard, 2018  (ISBN 978-2-07-278006-6). Prix Roland-de-Jouvenel de l’Académie française 2019
- Comment tuer dix fois un criminel…, Lomé (Togo), Continents, 2024, 122 p.[3]

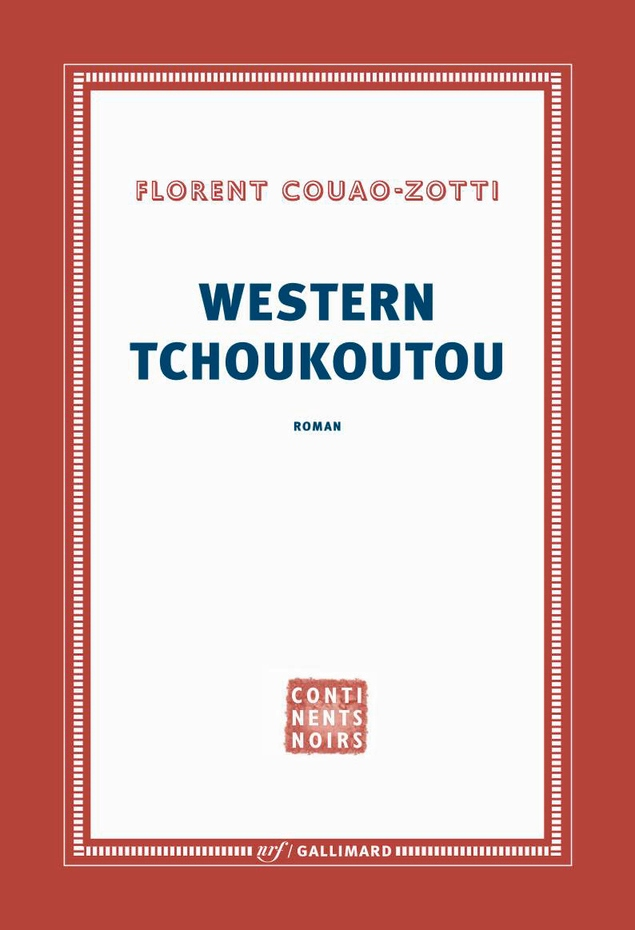
Western-Tchoukoutou de FlorentCouao-Zotti